# Palazzo baronale (Villaricca)
Il Palazzo Baronale di Villaricca è un palazzo storico di Villaricca (NA) situato in Piazza Majone.

## Storia
La costruzione dell’impianto originale si ipotizza risalga all’XI secolo e sorse, probabilmente, su un castrum stabile romano.
Nel corso dei secoli ha subito numerose modifiche nel suo assetto architettonico e ristrutturazioni, tra cui è possibile annoverare la ricostruzione nel XII secolo da parte di Ruggiero il Normanno, re di Sicilia, Puglia e Calabria. Vi fu, poi, la ristrutturazione del 1465 commissionata dal Barone Parisio e l’ultima, la più significativa, avvenuta nel XVIII secolo per ordine del Barone Tassis.
Attraversando diverse epoche storiche, il complesso fu, altresì, adibito a varie funzioni quali tenuta di caccia durante il periodo dei Normanni, fortezza intorno all’anno Mille e come palazzo baronale in epoca successiva. Ma un’accurata ricerca di alcuni imprenditori ha svelato che il palazzo in questione, in cui un tempo i Baroni vivevano il loro quotidiano, in realtà sarebbe stata la residenza di alcuni Marchesi e non Baroni. Non a caso dal medesimo titolo nobiliare risalirebbe anche il nome di una strada di Villaricca, La Marchesella, appunto la strada dei Marchesi.
La costruzione effettiva del Palazzo fu fatta eseguire da Giovanni Antonio Parisio, il quale, però, secondo lo studio citato non sarebbe stato un Barone bensì un Marchese. Il Parisio, secondo quanto afferma Carla Russo nel suo “Chiesa e comunità nella diocesi di Napoli tra Cinquecento e Settecento”, acquistò Panecoclo (antico nome di Villaricca). Solo nel 1684 la famiglia dei Parisi riuscì a ottenere il titolo nobiliare di Marchesi di Panecoclo a cui rimase il casale fino al 1702, quando Giacinto Parisio (figlio di Giovanni) lo vendette a Carlo de Taxis per 48500 ducati.
Nel 2024 ha ospitato una mostra di reperti archeologici.

## Descrizione
A 30 metri di profondità sono situate le segrete del palazzo, alle quali si accede per mezzo di una scalinata interamente in tufo e queste ultime sono state esplorate e visurate dal gruppo archeologico G. Chianese e trovate in buono stato di conservazione ad eccezione di alcuni scalini incerti in alcuni punti. Sul retro del palazzo si trovava un ampio giardino che subì un primo ridimensionamento a fine Ottocento, in seguito al prolungamento di Via Micillo per poterla mettere in comunicazione con Via Orologio. Il rimanente giardino da qualche decennio è divenuto Villa Comunale.
Il palazzo è di proprietà del Comune di Villaricca e ospita anche diversi uffici tra cui quelli comunali.
L’antica dimora dei Baroni, o dei Marchesi, è sempre stato uno dei luoghi più suggestivi dell’hinterland, ma mai valorizzata a dovere.